# Quedlinburger Kreisblatt
Das Quedlinburger Kreisblatt: Tageszeitung für Stadt und Kreis Quedlinburg, für Anhalt und Braunschweig war eine 1874 bis 1944 verlegte Quedlinburger Tageszeitung. Zur Zeitung gab es folgende Beilagen: Unterhaltungsblatt; Jugendborn; Der Kobold; Neue Illustrierte; Die Heimat-Scholle; Jugend-Warte.